# Marc Willers
Marc Willers (Cambridge, 11 de setembro de 1985) é um ciclista neozelandês que compete no ciclismo BMX. Representou Nova Zelândia nos Jogos Olímpicos de Verão de 2008 e 2012.